# Placerias
Placerias (gr. "cuerpo ancho") es un género extinto de terápsidos dicinodontes herbívoros que vivieron durante el periodo Triásico, entre hace 221 y 210 millones de años. Tenía una longitud de 3,5 metros y un peso de aproximadamente una tonelada. Su nombre proviene de los términos griegos plakeros "amplio" e ias, (cuerpo).

## Descripción

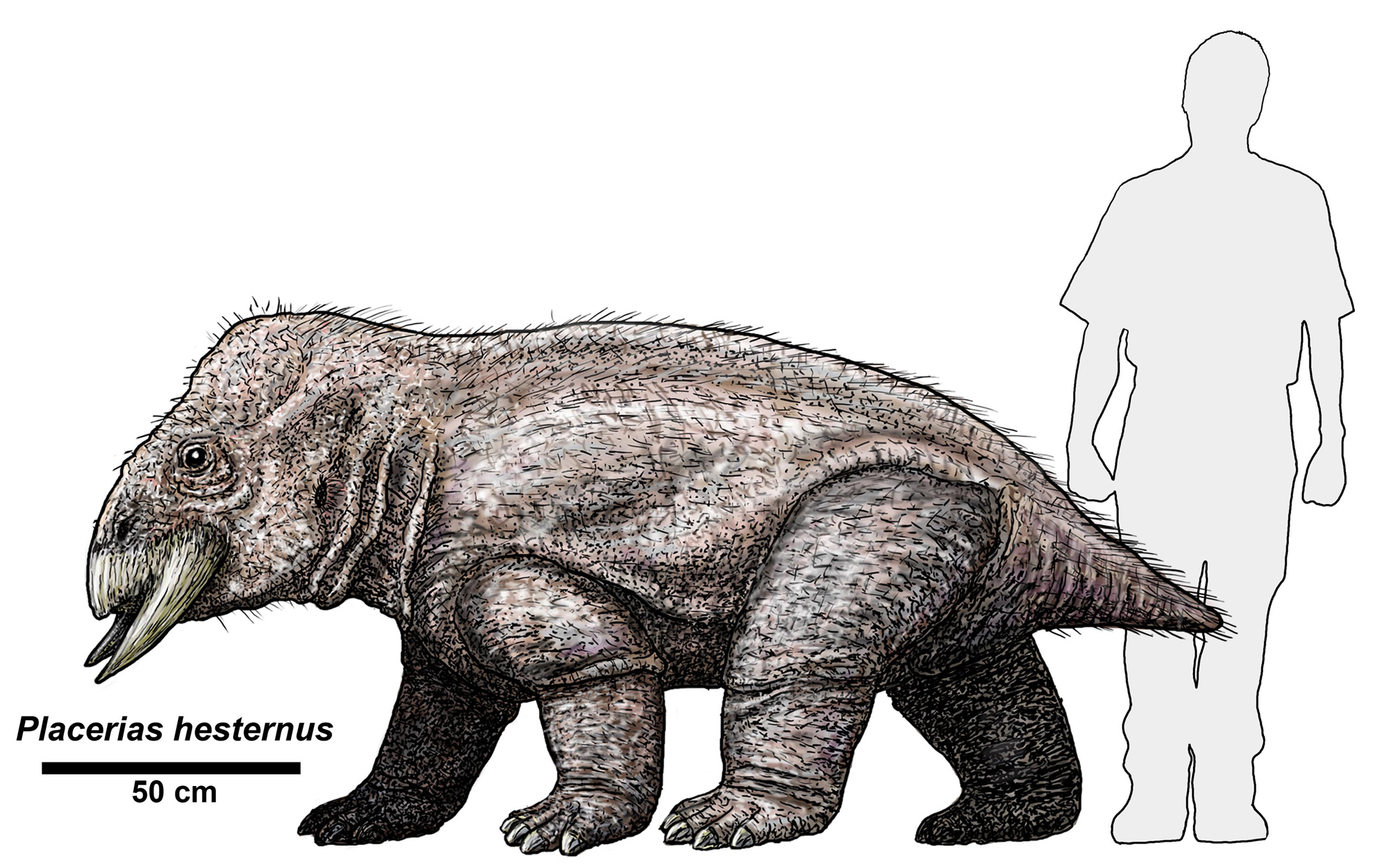
P. hesternus en comparación con un ser humano.

Placerias fue uno de los herbívoros más grandes del Triásico Superior, medía hasta 3,5 metros de largo y pesaba hasta una tonelada (907 kg), tenía un cuello poderoso, piernas fuertes, y un cuerpo en forma de barril. Existe un posible Paralelismo (biología) ecológico y evolutivo con el hipopótamo moderno, pues se cree que este pasaba la mayor parte del tiempo de la temporada lluviosa dentro del agua, pastando en las orillas. Permanecer en el agua debió brindarle cierta protección contra los depredadores terrestres como Postosuchus. Placerias utilizaba su pico para cortar ramas gruesas y raíces, con dos cortos colmillos que también pudieron utilizarse para defenderse y para despliegues intraespecíficos. Placerias estaba estrechamente relacionado y era similar en apariencia al dicinodonto Ischigualastia.

## Descubrimiento

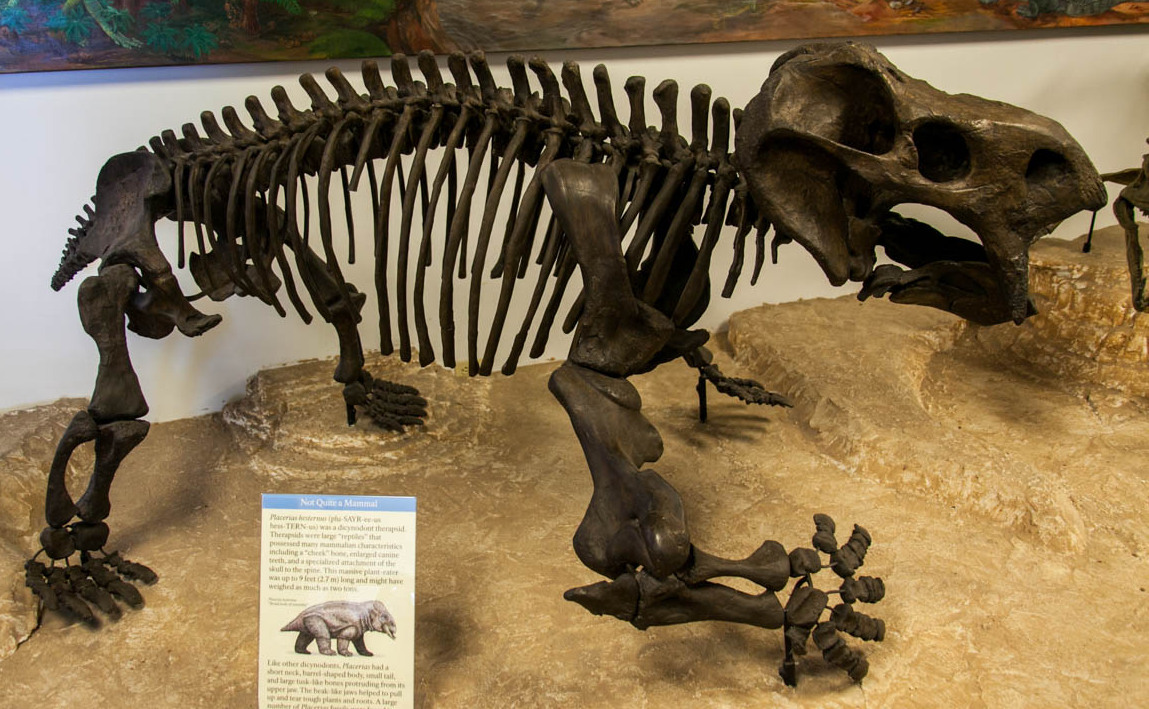
Esqueleto montado de Placerias hesternus en el Rainbow Forest Museum

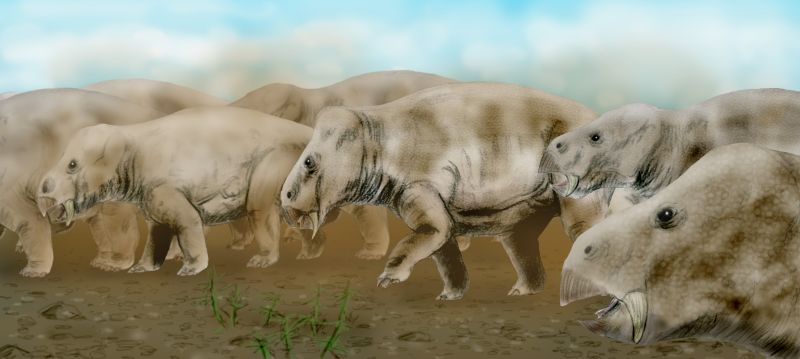
Recreación de una manada de Placerias hesternus.

Los fósiles de unos cuarenta Placerias fueron encontrados cerca de St. Johns, al sureste del Parque nacional del Bosque Petrificado en Arizona. Este sitio pasó a conocerse como la «Cantera Placerias» y fue descubierta en 1930 por Charles Camp y Samuel Welles, de la Universidad de California. Las características sedimentarias del sitio indican un ambiente con depósitos de baja energía, posiblemente una llanura inundable o aluvial.
Originalmente fue considerado como el último de los dicinodontos, pero hallazgos recientes de fósiles en Queensland revelaron que los dicinodontos en realidad sobrevivieron hasta el Cretácico Inferior.

## Paleoecología
Placerias vivió en un ambiente tropical. La húmeda y cálida región estaba poblada de helechos, tales como Cynepteris, Phelopteris y Clathropteris, gimnospermas, representadas por Pelourdea, Araucarioxylon, Woodworthia, Otozamites y Dinophyton, y de cícadas como Sanmiguelia. Las plantas del Grupo Dockum no son tan bien conocidos debido a que la oxidación del ambiente ha destruido la mayor parte de las plantas fósiles. Sin embargo, algunas de estas pueden proveer información acerca del clima en el Grupo Dockum a finales del período Triásico. Por ejemplo, el descubrimiento de grandes especímenes pertenecientes a Araucarioxylon determinan que la región estaba abundantemente irrigada. La fauna hallada en el Grupo Dockum confirma que había lagos y/o ríos en los que vivían peces como el condrictio Xenacanthus, el sarcopterigio Chinlea y el pez dípneo Ceratodus. En las riberas de estos cuerpos de agua había laberintodontes (Latiscopus) y reptiles tales como Malerisaurus y Trilophosaurus. También en los márgenes de ríos y lagos estaban los arcosaurios Parasuchus, Nicrosaurus y Rutiodon. Postosuchus vivió en las tierras altas junto con Coelophysis y otros arcosaurios como Desmatosuchus y Typothorax. Postosuchus fue uno de los mayores animales en este ecosistema y depredaba a herbívoros como Trilophosaurus y Typothorax.

## En la cultura popular
Placerias aparece en el primer capítulo ("Sangre Nueva") de la serie documental Walking with Dinosaurs conviviendo con Postosuchus y Coelophysis, en la que se le representa como uno de los últimos supervivientes de un linaje antiguo de reptiles, avocados a la extinción por el surgimiento de formas más modernas y eficientes, los dinosaurios.

## Galería

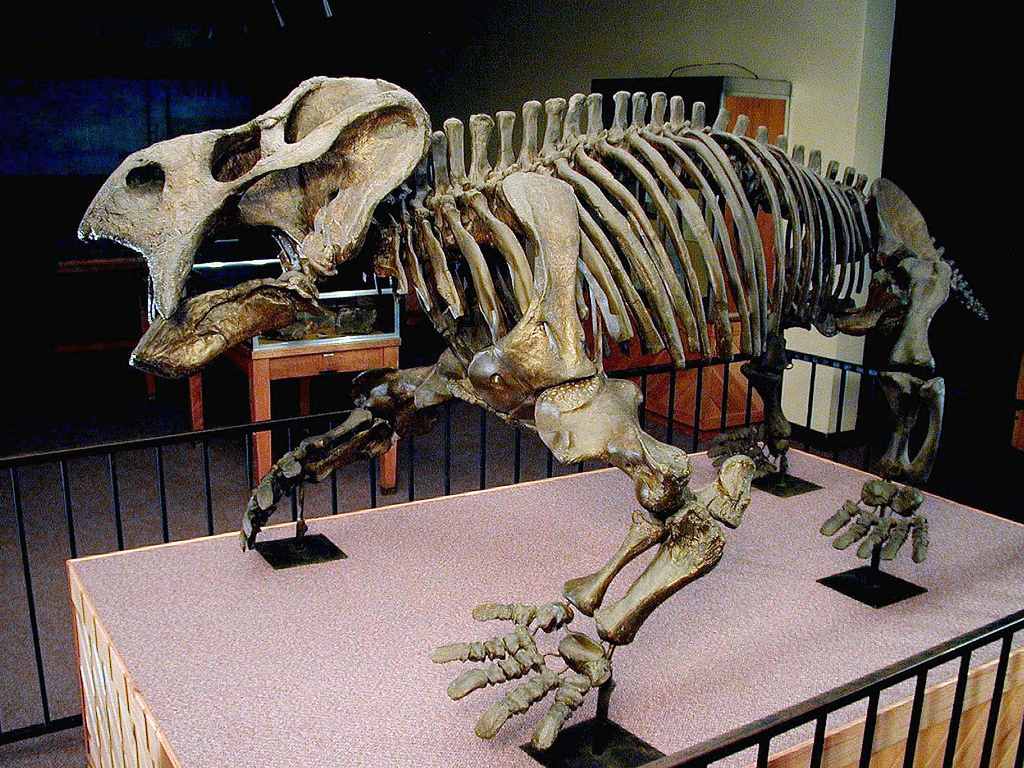
Esqueleto de P. gigas.